# Edgar Buchwalder
Edgar Buchwalder (Kleinlützel, 2 augustus 1916 – Dornach, 9 april 2009) was een Zwitsers wielrenner.

## Carrière
Edgar Buchwalder won op Olympische Zomerspelen 1936 in Berlijn zilver in het wielerwedstrijd voor ploegen op de weg; in de individuele wedstrijd werd hij 11de. In 1936 werd hij ook wereldkampioen wielrennen voor amateurs; in 1940 en 1942 werd hij Zwitsers kampioen bij de beroepsrenners. Hij won verschillende etappes in de Ronde van Zwitserland en in 1942 behaalde hij de zege in de Berner Rundfahrt.

## Palmares
1936
 Olympische Zomerspelen, ploegen wedstrijd op de weg
1939
2e etappe Ronde van Zwitserland
1940
 Zwitsers kampioen, wegwedstrijd
1942
Tour du Nord-Ouest
 Zwitsers kampioen, wegwedstrijd
5e etappe Ronde van Zwitserland

### Resultaten in voornaamste wedstrijden
| Jaar | Ronde van Italië | Ronde van Frankrijk | Ronde van Spanje |
| ---- | ---------------- | ------------------- | ---------------- |
| 1937 | opgave           |                     |                  |

| Jaar |  | WK op de weg |
| ---- |  | ------------ |
| 1937 |  | opgave       |